# Салихов, Махмадназар Сахибович
Махмадназар Сахибович Салихов (тадж. Маҳмадназар Соҳибович Солеҳов; 20 июня 1957, Курган-Тюбе, Хатлонская область, Таджикская ССР, СССР — 17 июня 2009, Душанбе, Таджикистан) — таджикский государственный деятель. Генеральный прокурор Таджикистана (1992—1995), председатель Конституционного суда (2000—2003), Министр внутренних дел (2006—2009).

## Биография
Махмадназар Салихов родился 20 июня 1957 года в Курган-Тюбе (сейчас город Бохтар, Хатлонская область). Закончив среднюю школу, поступил в Таджикский государственный университет, став студентом юридического факультета. После окончания ВУЗа в 1979 году, в разное время работал на должностях: курьера народного суда в Октябрьском районе, секретаря, судебного исполнителя суда в Центральном районе Душанбе (1974—1978).
В 1978 году перешёл на работу в органы прокуратуры, где работал следователем, помощником прокурора в прокуратуре Фрунзенского района (1978—1984), прокурором в управлении прокуратуры Таджикской ССР (1984—1987), заместителем прокурора в Кулябской области (1987—1988), прокурором в городе Канибадаме Ленинабадской области (1988—1992).
В ноябре 1992 года на «примирительной» 16 сессии Верховного совета Таджикистана в Худжанде Махмадназар Салихов был назначен Генеральным прокурором Республики Таджикистан. Руководил Генеральной прокуратурой до ноября 1995 года, в самый тяжёлый период истории страны. В ноябре 1995 года перешёл на работу в МВД, где занимал должность заместителя министра до января 1997 года. 27 января 1997 года был назначен главой исполнительного аппарата президента, на этом посту он пробыл до 26 апреля 2000 года. С 26 апреля 2000 по 18 января 2003 работал на должности председателя Конституционного Суда. 18 января 2003 года был назначен председателем Совета юстиции Таджикистана. 13 декабря 2003 года снова возглавил исполнительный аппарат президента Таджикистана. 1 декабря 2006 Салихов стал министром  МВД, и занимал этот пост до 29 января 2009 года.

## Попытка ареста и смерть
После отставки Махмадназара Салихова с поста министра, прокуратура инициировала возбуждение нескольких уголовных дел по фактам «злоупотребления служебным положением и сокрытия правонарушений сотрудниками милиции» в период его руководства МВД. В отдельное производство было выделено дело о гибели командира ОМОНа Олега Захарченко, погибшего, по мнению прокуратуры, по вине Салихова.
Так как, по словам следствия, Салихов неоднократно проигнорировал вызовы в прокуратуру для дачи свидетельских показаний по этим делам, было решено взять его под стражу. 17 июня 2009 года Махмадназар Салихов застрелился у себя дома из пистолета, при попытке его ареста сотрудниками милиции. По словам его сына, который был очевидцем этих событий, Салихов был убит во время задержания.
Некоторые политические эксперты отмечают, что основной причиной отставки Махмадназара Салихова с поста министра МВД и последовавших за ней событий, были его претензии на место в высшем руководстве страны
Махмадназар Салихов был похоронен 18 июня 2009 года на его родине — в Сарбанде Хатлонской области.

## Награды
- Орден Исмоили Сомони первой степени
- Медаль «10 лет XVI сессии Верховного Совета Республики Таджикистан двенадцатого созыва»
- Заслуженный юрист Таджикистана[2].